# Index - The Swedish Contemporary Art Foundation

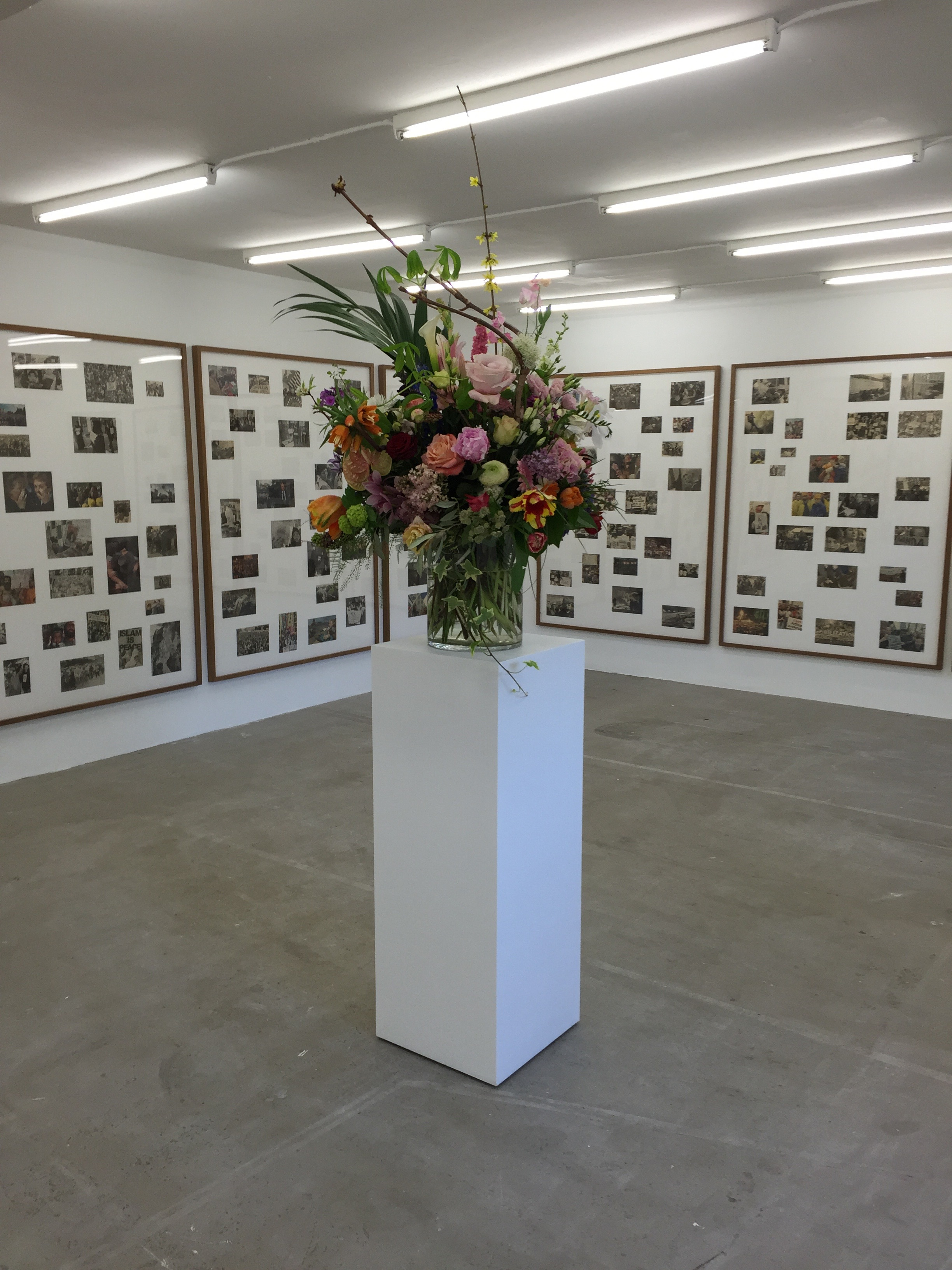
Bild från Willem de Rooijs utställning i Index lokaler på Kungsholmen 2015

Index – The Swedish Contemporary Art Foundation är en konsthall för samtidskonst i Stockholm. 

## Historik
Index - The Swedish Contemporary Art Foundation uppstod ur konstnärsföreningen Fotograficentrum som grundades 1974 i Stockholm med mål att skapa distributionskanaler för den fotografiska konsten. Fotograficentrum fick flera lokala föreningar i bland annat Örebro, Göteborg, Malmö och Luleå.
I mitten av 1980-talet utvidgade Fotograficentrum sin verksamhet, utöver att organisera utställningar och seminarier fungerade Fotograficentrum som en arbetsförmedling för medlemmarna där de fick hjälp med att presentera sin konst i eller utanför Fotograficentrums lokaler. I början av 1980-talet startades utgivningen av Bildtidningen, som fokuserade på spridning av fotografikonsten samt kritik och teori.
Stockholmskontoret låg från början på Malmskillnadsgatan 45 men flyttade under 1990-talet till Sankt Paulsgatan 3 på Södermalm. I mitten av 1990-talet gick Fotograficentrums galleri under namnet Galleri Index. Chef för Galleri Index var då Karina Ericsson Wärn. Exempel på utställda konstnärer under denna tid är Wolfgang Tillmans, Jonathan Monk, Eija-Liisa Athila, Kara Walker, Stan Douglas, Pierre Huyghe, Elmgreen & Dragset och Rodney Graham. Också unga svenska konstnärskap presenterades, såsom Annika von Hausswolf, Fia Backström och Maria Lindberg. Många konstnärer hade sina första större utställningar på Index.
År 1991 bytte Bildtidningen namn till Index-Contemporary Scandinavian Images, och under 1990-talet delade galleriet och tidskriften kontor och började utvidga sitt fokus från fotografi till andra konstnärliga praktiker. Bland dem som arbetade redaktionellt på tidningen kan nämnas Sina Najafi, Sara Arrhenius och Maria Lind. I slutet av 1990-talet gick magasinet samman med Siksi, en annan svensk konsttidskrift och fick namnet NU-The Nordic Art Review. År 2001 tog Mats Stjernstedt över chefskapet och 2005 flyttade institutionen till Kungsbro Strand 19 på Kungsholmen. Tillsammans med samtida konstnärer såsom Johanna Billing, Goldin+Senneby, Dora García, Deimantas Narkevicius, Harun Farocki och Claire Fontaine började Index även visa historiska konstnärskap i relation till samtidskonsten: Bas Jan Ader,  VALIE EXPORT, Susan Hiller och Adrian Piper.
Sedan 2018 är Martí Manen chef.
Utsställningssalen på Kungsbro Strand är en ombyggd tvättstuga på 140 kvadratmeter. Konstnärer som visats under 2010 och 2020-talet är bland andra Lili Reynaud-Dewar, Stephen Willats, Willem De Rooij , Elizabeth Price , Mette Edvardsen, Pauline Curnier Jardin och Chris Kraus.

## Syfte
Index har som syfte att sätta den svenska samtidskonsten i relation till den internationella, samt att introducera publiken i Sverige och Skandinavien för aktuella svenska och internationella konstnärskap.

## Finansiering
Index drivs som en stiftelse och finansieras med ekonomiskt stöd av Stockholms kommun , Statens kulturråd och Region Stockholm